# 同性戀民族主義
同性戀民族主義（Homonationalism）被定義為民族主義的形式之一，用來描述民族主義意識形態和LGBT人群之間的有利聯繫。這一概念最初在2007年被提出，指一些右派群體和LGBTI社群主張一致的過程。